# Động đất Maluku 2023
Động đất Maluku 2023 (tiếng Indonesia: Gempa bumi Maluku 2023) là trận động đất xảy ra vào lúc 2:47 (WIT), ngày 10 tháng 1 năm 2023. Trận động đất có cường độ 7.5 hoặc 7.6 richter, tâm chấn độ sâu khoảng 105,1 km. Hậu quả trận động đất đã làm 11 người bị thương.